# Zeynep Sönmezová
Zeynep Sönmezová (* 30. dubna 2002 Istanbul) je turecká profesionální tenistka. Ve své dosavadní kariéře na okruhu WTA Tour vyhrála jeden singlový turnaj. V rámci okruhu ITF získala čtyři tituly ve dvouhře. Ve Wimbledonu 2025 postoupila jako první Turkyně otevřené éry do třetího kola grandslamu.
Na žebříčku WTA byla ve dvouhře nejvýše klasifikována v červenci 2025 na 74. místě a ve čtyřhře v témže datu na 382. místě. Trénují ji Marin Bradarić a Izudin Zunić.
V tureckém týmu Billie Jean King Cupu debutovala v roce 2022 antalyjským blokem 1. skupiny zóny Evropy a Afriky proti Srbsku, v němž vyhrála v páru s Berfu Cengizové čtyřhru. Srbsky přesto zvítězily 2–1 na zápasy. Poté odehrála i skupinovou baráž proti Rakousku o konečné umístění. Do roku 2025 v soutěži nastoupila k osmi mezistátním utkáním s bilancí 3–3 ve dvouhře a 2–0 ve čtyřhře.

## Tenisová kariéra
Na okruhu WTA Tour debutovala jako 21letá červnovým Libéma Open 2023 na travnatých dvorcích v 's-Hertogenboschi. Do hlavní soutěže postoupila z kvalifikace, v jejímž závěru přehrála Sachiu Vickeryovou. V úvodu dvouhry však nestačila na třicátou sedmou tenistku světa Biancu Andreescuovou. O dva týdny později poprvé zasáhla do grandslamové kvalifikace, když ve Wimbledonu 2023 podlehla Řekyni Despině Papamichailové ve třech setech. Ani v srpnu nezvládla vstup do kvalifikační soutěže US Open 2023 proti Belgičance Greet Minnenové.

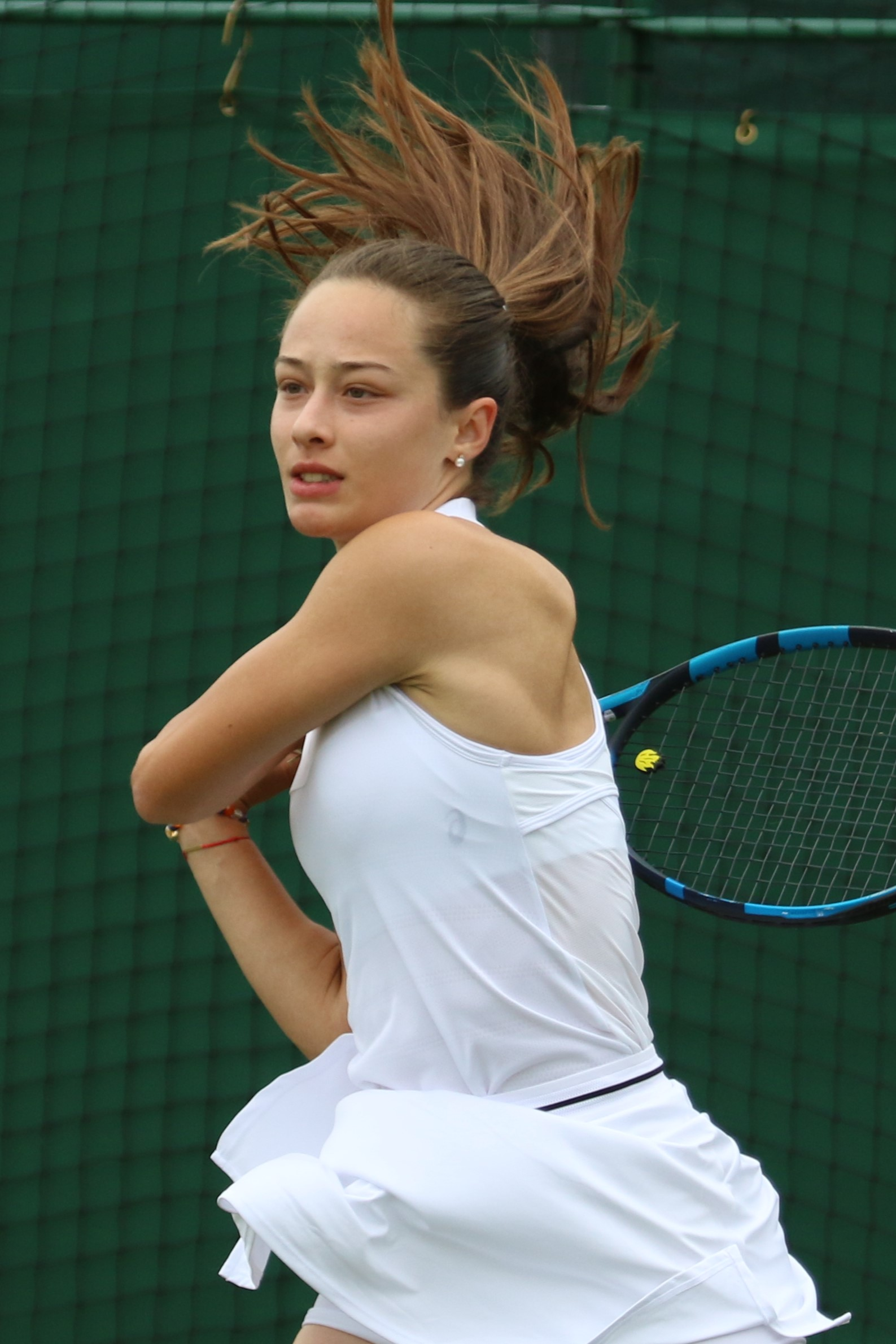
Bekhend v kvalifikaci Wimbledonu 2023

V sérii WTA 125 si zahrála finále zářijového Zavarovalnica Sava Open 2023 v Lublani. Do souboje o titul se probojovala přes Katarzynu Kawaovou a Tamaru Zidanšekovou. V něm však nestačila 132. hráčku žebříčku Marinu Bassolsovou Riberovou ze Španělska. Premiérový start v kategorii WTA 1000 jí umožnili organizátoři únorového Qatar TotalEnergies Open 2024 udělením divoké karty. Časnou porážku utržila od ukrajinské členky světové čtyřicítky Lesji Curenkové. První účast v hlavní grandslamové soutěži, na antukovém French Open 2024, si zajistila zvládnutou kvalifikací. V jejím závěru zdolala Chorvatku Janu Fettovou. Po Büyükakçayové a Soyluové zasáhla do grandslamové dvouhry jako třetí Turkyně, a první od sezóny 2017. V úvodu pařížské soutěže však nenašla recept na světovou čtyřiadvacítku Emmu Navarrovou.
V kvalifikaci berlínského ecotrans Ladies Open 2024 vyřadila nejvýše nasazenou, dvacátou sedmou ženu klasifikace Dajanu Jastremskou, znamenající první výhru nad hráčkou Top 30. V kvalifikačním kole si poradila Eminou Bektasovou a na úvod dvouhry se šťastnou poraženou Arantxou Rusovou. Dosáhla tak debutového vítězství v hlavní soutěži okruhu WTA. V osmifinále ji ale zastavila světová devatenáctka Viktoria Azarenková. V následném vydání žebříčku z 24. června 2024 vystoupala na kariérní maximum, 136. místo. V závěrečné fázi wimbledonské kvalifikace 2024 jí odepřela vstup do hlavní soutěže Ukrajinka Darija Snigurová. V duelu přitom ztratila vedení 6–1 a 4–0, a ve třetí sadě náskok  gamů 4–1. Na Livesport Prague Open 2024 skončila na raketě 20leté Dominiky Šalkové. Do premiérového čtvrtfinále túry WTA prošla na monastirském Jasmin Open 2024, kde zvládla nástrahy kvalifikačního síta. Ve dvouhře zdolala Španělku Rebeku Masárovou a šestou nasazenou Belgičanku Greet Minnenovou. Mezi poslední osmičkou turnaje na okruhu WTA se objevila jako první Turkyně od Istanbul Cupu 2017. Poté však prohrála s Němkou Evou Lysovou.
Druhý vítězný zápas nad členkou ze světové třicítky zaznamenala na říjnovém Toray Pan Pacific Open 2024 v Tokiu, kde jako kvalifikantka na úvod singlové soutěže přehrála dvacátou čtvrtou ženu pořadí Magdu Linetteovou. Ve druhé fázi ji zastavila japonská spolukvalifikantka Sajaka Išiiová, která v 19 letech dosáhla prvních výher na túře WTA. O týden později se představila na Mérida Open Akron 2024. V otevíracím utkání v yucatánské Méridě porazila šestou nasazenou Maríu Lourdes Carléovou, přestože ztratila úvodní set. Ve čtvrtfinále zdolala mexickou turnajovou jedničku a světovou dvaašedesátku Renatu Zarazúovou, znamenající premiérovou účast v semifinále okruhu. Ani ve finále ji nezastavila Američanka Ann Liová, která získala jen tři gamy. Jednalo se o zápas hráček druhé světové stovky, když Sönmezové patřilo 127. a Liové 111. místo žebříčku. V rámci túry WTA se stala druhou vítězkou dvouhry z Turecka, po triumfu  Büyükakçayové na Istanbul Cupu 2016. Po skončení debutovala v elitní stovce žebříčku, na 91. příčce jako jediná Turkyně v Top 200. Na londýnském pažitu debutovala hlavní soutěží Wimbledonu 2025, kde na úvod vyřadila Rumunku Jaqueline Cristianovou. Stala se tak první Turkyní, která vyhrála ve wimbledonské otevřené éře zápas. Z tureckých mužů se to před ní podařilo jen Marselu İlhanovi. Poté přehrála Číňanku Wang Sin-jü, jež nezvládla koncovky obou setů.  V celé open éře jako první turecká tenistka postoupila do třetího kola grandslamu. Poslední tureckou zástupkyní ve třetí fázi majoru byla Musluoğluová na Roland Garros 1950. Do osmifinále ji však nepustila Jekatěrina Alexandrovová, když po ztrátě úvodní sady nevyužila v té druhé vedení gamů 5–2.

## Finále na okruhu WTA Tour

### Dvouhra: 1 (1–0)
| Legenda            |
| ------------------ |
| Grand Slam (0)     |
| Turnaj mistryň (0) |
| WTA 1000 (0)       |
| WTA 500 (0)        |
| WTA 250 (1–0)      |

| Stav    | č. | datum      | turnaj         | kategorie | povrch | soupeřka ve finále | výsledek |
| ------- | -- | ---------- | -------------- | --------- | ------ | ------------------ | -------- |
| Vítězka | 1. | říjen 2024 | Mérida, Mexiko | WTA 250   | tvrdý  | Ann Liová          | 6–2, 6–1 |

## Finále série WTA 125

### Dvouhra: 1 (0–1)
| Legenda       |
| ------------- |
| WTA 125 (0–1) |

| Stav       | č. | datum     | turnaj            | povrch | soupeřka ve finále         | výsledek      |
| ---------- | -- | --------- | ----------------- | ------ | -------------------------- | ------------- |
| Finalistka | 1. | září 2023 | Lublaň, Slovinsko | antuka | Marina Bassolsová Riberová | 0–6, 6–7(2–7) |

## Tituly na okruhu ITF
| Kategorie okruhu ITF | Kategorie okruhu ITF |
| -------------------- | -------------------- |
| Turnaje W100         | Turnaje W80          |
| Turnaje W75/W60      | Turnaje W50/W40      |
| Turnaje W35/W25      | Turnaje W15/W10      |

### Dvouhra (4 tituly)
| Č. | datum         | turnaj             | kategorie | povrch    | poražená finalistka      | výsledek         |
| -- | ------------- | ------------------ | --------- | --------- | ------------------------ | ---------------- |
| 1. | leden 2020    | Antalya, Turecko   | W15       | antuka    | Sapfo Sakellaridiová     | 6–3, 2–6, 6–3    |
| 2. | červenec 2022 | Monastir, Tunisko  | W15       | tvrdý     | Priska Madelyn Nugrohová | 6–2, 4–6, 7–6(1) |
| 3. | říjen 2022    | Sozopol, Bulharsko | W25       | tvrdý     | Darja Astachovová        | 7–5, 6–4         |
| 4. | leden 2023    | Tallinn, Estonsko  | W40       | tvrdý (h) | Viktória Kužmová         | 7–6(5), 3–6, 6–3 |